# Leptotyphlops
Leptotyphlops là một chi rắn không độc thuộc họ Leptotyphlopidae, có tên gọi thông thường tiếng Anh là slender blind snakes (rắn mù mỏng) và threadsnakes (rắn chỉ).
Leptotyphlops nghĩa rộng được tìm thấy khắp Bắc và Nam Mỹ, châu Phi, Ấn Độ và tây nam châu Á.
Cho tới năm 2009 người ta công nhận 87 loài thuộc chi này, nhưng hiện tại chỉ còn 21 loài xếp trong chi này, các loài còn lại được chuyển sang các chi khác theo kết quả nghiên cứu phát sinh chủng loài của Adalsteinsson và ctv. (2009), cũng như phân chia của các tác giả khác sau đó. Chúng bao gồm Trilepida, Epacrophis, Epictia, Mitophis, Myriopholis, Namibiana, Rena, Siagonodon, Tetracheilostoma, Tricheilostoma.

## Từ nguyên
Tên chi là danh từ giống đực, có nguồn gốc từ tính từ trong tiếng Hy Lạp leptos nghĩa là mỏng và danh từ typhlops nghĩa là mù để nói đến cơ thể mỏng và thị giác kém của chúng.

## Mô tả
Đa số các loài trông hơi giống giun đất. Chúng có màu hồng hoặc nâu, và lớp vảy khiến chúng trông như phân đốt. Một số loài có màu đen, nhưng ngoại hình nói chung là tương tự. Mắt chúng đã thoái hóa đến mức vô dụng, và nằm sau lớp vảy bảo vệ.

## Phân bố
Các loài Leptotyphlops nghĩa hẹp sống ở khu vực miền đông, trung và nam châu Phi, xa về phía bắc tới Cộng hòa Dân chủ Congo ở phía tây và Somalia ở phía đông, bao gồm cả đảo Pemba ngoài khơi Tanzania và quần đảo Bazaruto ngoài khơi Mozambique.

## Tập tính
Tất cả các loài là rắn đào hang, dành hầu hết thời gian sống trong đất mềm, và thường chỉ trồi lên mặt đất khi trời mưa và lũ.

## Chế độ ăn
Chúng ăn kiến và ấu trùng mối.

## Các loài
| Tên loài         | Tác giả                      | Phân loài.* | Tên thông thường (dịch từ tiếng Anh) |
| ---------------- | ---------------------------- | ----------- | ------------------------------------ |
| L. aethiopicus   | Broadley & Wallach, 2007     |             |                                      |
| L. conjunctus    | (Jan, 1861)                  | 3           | Rắn chỉ Cape                         |
| L. distanti      | (Boulenger, 1892)            | 0           | Rắn mù Distant                       |
| L. emini         | (Boulenger, 1890)            | 0           | Rắn giun Emin Pasha                  |
| L. howelli       | Broadley & Wallach, 2007     |             |                                      |
| L. incognitus    | Broadley & Watson, 1976      |             |                                      |
| L. jacobseni     | Broadley & S. Broadley, 1999 |             |                                      |
| L. kafubi        | (Boulenger, 1919)            |             |                                      |
| L. keniensis     | Broadley & Wallach, 2007     |             |                                      |
| L. latirostris   | (Sternfeld, 1912)            |             |                                      |
| L. macrops       | Broadley & Wallach, 1996     | 0           | Rắn giun mắt to                      |
| L. mbanjensis    | Broadley & Wallach, 2007     |             |                                      |
| L. merkeri       | (F. Werner, 1909)            |             |                                      |
| L. nigricansT    | (Schlegel, 1839)             | 0           | Rắn chỉ đen                          |
| L. nigroterminus | Broadley & Wallach, 2007     |             |                                      |
| L. pembae        | Loveridge, 1941              |             |                                      |
| L. pitmani       | Broadley & Wallach, 2007     |             |                                      |
| L. pungwensis    | Broadley & Wallach, 1997     |             |                                      |
| L. scutifrons    | (W. Peters, 1854)            | 0           | Rắn chỉ Peters                       |
| L. sylvicolus    | Broadley & Wallach, 1997     |             |                                      |
| L. telloi        | Broadley & Watson, 1976      | 0           | Rắn chỉ Tello                        |

*) Chỉ gồm một phân loài duy nhất.

T) Loài điển hình.